# Jarosław Boberek
Jarosław Boberek (ur. 14 czerwca 1963 w Szczecinku) – polski aktor filmowy, dubbingowy i teatralny, lektor, reżyser polskiego dubbingu.

## Kariera zawodowa

### Aktorstwo
Absolwent Wydziału Aktorskiego PWST w Krakowie – Filia we Wrocławiu. Występuje w Teatrze Studio oraz w Teatrze Praga w warszawskiej Fabryce Trzciny. Jest członkiem zespołu Teatru Capitol w Warszawie.
Ogólnopolską rozpoznawalność zapewniła mu rola posterunkowego w serialu Polsatu Rodzina zastępcza. Wystąpił w wielu filmach, m.in.: Łowca. Ostatnie starcie, Gracze, Pułkownik Kwiatkowski, Cwał, Wirus, Córy szczęścia, Ostatnia misja, Wiedźmin, Tam, gdzie żyją Eskimosi, Pieniądze to nie wszystko, Pod powierzchnią, Wyjazd integracyjny, 1920 Bitwa warszawska, Underdog i Miłość do kwadratu oraz w serialach telewizyjnych: Twarzą w twarz, Ojciec Mateusz, Barwy szczęścia i Wataha. Wystąpił także gościnnie w serialach: 13 posterunek, Ekstradycja, Dom, Boża podszewka, Miodowe lata, Wiedźmin, Przeprowadzki, Na dobre i na złe, Pitbull, Halo Hans!, Londyńczycy, Lekarze, Komisarz Alex, W rytmie serca i Ucho Prezesa.

### Dubbing
Dubbingował postać króla lemurów Juliana w filmie Madagaskar i nagrał utwór „Wyginam śmiało ciało” do tego filmu. Użyczył głosu także wielu postaciom w serialach animowanych produkcji Cartoon Network, m.in. Edowi z Ed, Edd i Eddy, Czerwonemu z Krowy i Kurczaka. Podłożył głos pod aktorów, m.in. pod Jackie Chana w Karate Kid, W 80 dni dookoła świata, Kung Fu Panda i Nasza niania jest agentem oraz Jacka Blacka w filmie Rybki z ferajny, a także pod postać Bogusia w serii filmowej Sezon na misia.
Znany jest również polskim graczom komputerowym. Użyczył głosu Krukowi w grze przygodowej The Longest Journey: Najdłuższa podróż, a do tej roli wrócił w 2006 w Dreamfall: The Longest Journey. Dubbingował także tytułową postać w grze Prince of Persia: Dwa trony. Wcielił się w królika Maxa w grze Sam & Max: Sezon 1 i w detektywa Gustava McPhersona w grze przygodowej Still Life. Użyczył też głosu kostce Hexowi, złej postaci w grze Disney Universe, Nathanowi Drake’owi w grach z serii Uncharted, a także bohaterom gier z serii Gothic. Inne gry, w których użyczył głosu, to m.in. Rayman 3, Warcraft III, Baldur’s Gate II, Świątynia pierwotnego zła, Neverwinter Nights 2, Heroes of Might and Magic V, Colin McRae Rally 04, Age of Empires III, Age of Empires III: The WarChiefs, Wiedźmin, Assassin’s Creed, Mass Effect, Ghost Master, Burnout: Paradise, Killzone 2, Dragon Age: Początek, Cold Zero: Ostatni sprawiedliwy, Mirror’s Edge, Starcraft 2, Harry Potter i Komnata Tajemnic oraz Buzz! Świat quizów.
Użyczył głosu Sercu w cyklu reklam TP S.A. oraz Orange Polska Serce i Rozum.
Jako reżyser dubbingu pracował przy produkcjach: Disco robaczki, Ryś i spółka, czyli zwierzaki kontratakują, Miś Yogi czy Delfin Plum.

## Życie prywatne
Ma trzech synów: Mateusza, z pierwszego małżeństwa, oraz Franciszka (ur. 2 czerwca 1994) i Jana (ur. 11 listopada 1992) z drugiego małżeństwa z aktorką Iloną Kucińską.

## Nagrody i wyróżnienia
- 2014 – Laureat ŻyRafki, przyznanej na Interdyscyplinarnym Festiwalu Sztuk Miasto Gwiazd w Żyrardowie, za mistrzowski dubbing postaci Króla Juliana w filmie Pingwiny z Madagaskaru[3].

## Filmografia

### Aktor
- 1993: Łowca. Ostatnie starcie jako policjant
- 1993: Andrzej Lenartowski. Piątek czyli Kobieta Demon
- 1993: Żywot człowieka rozbrojonego jako hazardzista obstawiający gry bilardowe (odc. 2)
- 1993: Czterdziestolatek. 20 lat później jako chłopak na impotencie w Cricolandzie (odc. 11)
- 1994: Spółka rodzinna jako członek ekipy remontowej (odc. 6)
- 1995: Sukces jako pracownik firmy Morawski Electronics (odc. 5)
- 1995: Gracze jako taksówkarz na Okęciu
- 1995: Pułkownik Kwiatkowski jako kapitan Bąkiewicz w wojewódzkim UB
- 1995: Ekstradycja (odc. 6)
- 1995: Cwał
- 1996: Wirus jako policjant
- 1996: Tajemnica Sagali jako tragarz (odc. 2)
- 1996: Awantura o Basię jako Józef, dozorca w domu Tańskiej (odc. 1, 5)
- 1997: Sztos jako oszukany klient
- 1997: Sława i chwała (odc. 6)
- 1997: Krok jako komandor
- 1997: Dom jako taksówkarz wiozący Szczepana (odc. 20)
- 1997: Wojenna narzeczona jako członek oddziału AK (odc. 3)
- 1997: Boża podszewka jako bandzior (odc. 13)
- 1998: 13 posterunek jako gej (odc. 16)
- 1999–2009: Rodzina zastępcza jako zaprzyjaźniony policjant
- 1999: 4 w 1 jako Bolek
- 1999: Córy szczęścia jako policjant
- 1999: Ostatnia misja jako Goebbels, człowiek Bruna
- 2000: Miodowe lata jako cwaniak (odc. 56)
- 2000: Niebo nad fabryką jako Zawadzki
- 2001: Wiedźmin jako Yarpen Zigrin
- 2001: Tam, gdzie żyją Eskimosi jako kierowca ciężarówki
- 2001: Przeprowadzki jako posterunkowy Pyć (odc. 8)
- 2001: Pieniądze to nie wszystko jako spóźniony rolnik na blokadzie
- 2002: Wiedźmin jako Yarpen Zigrin (odc. 4)
- 2002: To tu to tam jako Kuba
- 2003: Rozwód, czyli odrobina szczęścia w miłości jako „Papużka nierozłączka”
- 2003: Łowcy skór jako Zenek, pracownik zakładu pogrzebowego Kamińskiej
- 2004–2015: Na dobre i na złe jako:
  - bezdomny (odc. 203),
  - Bernerd (odc. 598, 599 i 602)
- 2006: Pod powierzchnią
- 2006: Inka 1946 jako Bablich
- 2007: Pitbull jako Robert „Robo” Zawadzki (odc. 15.)
- 2007: Twarzą w twarz jako Borzęcki, oficer CBŚ (odc. 1-6, 8-9, 11-12)
- 2007: Halo Hans! jako agent Reinchard, sobowtór Adolfa Hitlera (odc. 8)
- 2008: Londyńczycy jako Zbigi, właściciel lokalnego baru i znajomy Andrzeja Koryna i Darka Michalskiego (odc. 3)
- 2008: Kulisy II wojny światowej  jako oficer radziecki (odc. 1-6)
- 2008–2015: Ojciec Mateusz jako:
  - barman Władysław Filipiak (odc. 9, 19, 63, 129, 138, 139, 175),
  - kelner Paweł (odc. 152)
- 2010: Przebudzenie
- 2011: Urodziny jako policjant
- 2011: Złodzieje energii
- 2011: Wyjazd integracyjny jako Nowak
- 2011: Wiadomości z drugiej ręki jako operator „Info Stacji” (odc. 19-20, 48)
- 2011: Instynkt jako Bieniek, ojciec Marcina (odc. 5)
- 2011–2012: Galeria jako policjant Adam Walczak (odc. 1, 3, 6, 13, 25)
- 2011: Czas honoru jako Antoni Charewicz (odc. 44-47)
- 2011–2012: Barwy szczęścia jako Radosław Golonko, lokalny biznesmen i kandydat na burmistrza (odc. 548, 566, 617, 627, 639, 644, 645, 649, 654, 666, 689, 701 i 810)
- 2011: 1920 Bitwa warszawska jako ułan Paproch
- 2013: Lekarze jako mąż Hanny (odc. 38)
- 2013: Last minute jako głos prowadzącego audycję radiową
- 2014–2019: Wataha jako policjant Świtalski (odc. 2, 4-18)
- 2015: Komisarz Alex  jako „Fazi” (odc. 90)
- 2016: Konwój jako pielęgniarz
- 2016: Dwoje we troje jako Kazimierz, klient w banku (odc. 21)
- 2017: Ucho Prezesa – Janek, kuzyn prezesa (odc. 7, 14, 48)
- 2017: W rytmie serca jako Mariusz Bielak (odc. 2)
- 2017: Druga szansa jako doktor Tomasz Wojtasiuk
- 2017: Dom pełen zmian jako Maciek (odc. 1, 8)
- 2018: Relax jako Marciniak
- 2019: Underdog jako „Dziedzic”
- 2019: Fighter jako „Kokos”
- 2020: Wszyscy moi przyjaciele nie żyją jako głos właściciela mieszkania
- 2020: Archiwista jako Michał Bożyński „Bazyl” (odc. 13)
- 2021: Miłość do kwadratu jako reżyser reklamy
- 2021: The End jako Andrzej Kutz vel Krystian Felczer
- 2022: Kuchnia jako Stefan (odc. 22, 28 i 38)
- 2023: Emigracja XD jako Ządkowski (odc. 9 i 10)
- 2023: Warszawianka jako terapeuta (odc. 11)

### Polski dubbing

#### Filmy[a]
- 1955: Zakochany kundel – Pika
- 1961: 101 dalmatyńczyków (dubbing z 1995 r.) − Sierżant Czmych
- 1964: Miś Yogi: Jak się macie – Misia znacie? – Szaber
- 1964: Mary Poppins
- 1969: Kot w butach – Kot Piórko; Zapowiadacz kandydatów na męża królewny
- 1977: Gwiezdne wojny: część IV – Nowa nadzieja – gen. Tagge (dubbing z 2011 r.)
- 1978: Władca Pierścieni – Gollum
- 1982: Tajemnica IZBY – Gawron
- 1987: Kocia ferajna w Beverly Hills – Choo Choo
- 1987: Wielka ucieczka Misia Yogi – Poper
- 1987: Jetsonowie spotykają Flintstonów
- 1987: Miś Yogi i czarodziejski lot Świerkową Gęsią – Mirkin
- 1988: Yogi i inwazja kosmitów
- 1988: Judy Jetson i rockersi
- 1991: Piękna i Bestia (dubbing z 2002 r.)
- 1992: Tom i Jerry: Wielka ucieczka – Tom
- 1993: Uwolnić orkę
- 1994: Scooby Doo i baśnie z tysiąca i jednej nocy – Bubu
- 1994: Księżniczka łabędzi – Puffin (wersja telewizyjna)
- 1994: Kłopoty ze zgredami
- 1994: Bajka o pluszowych misiach, które uratowały święta – Bobik Ostry Ząbek; Spiker radiowy
- 1994: Skoś trawnik tato, a dostaniesz deser
- 1995: Rob Roy – Cunningham
- 1995: Toy Story – Sierżant
- 1996: Miłość i wojna
- 1996: 101 dalmatyńczyków – policjant
- 1996: Kukuryków
- 1997: Pożyczalscy
- 1997: Herkules – Ból
- 1997: Ostatni rozdział
- 1997: Księżniczka łabędzi II: Tajemnica zamku – Bromley
- 1998: Rodzina Addamsów: Zjazd rodzinny
- 1998: Babe – świnka w mieście – Kiri
- 1998: Dzielny pies Rusty – Bart Bimini
- 1998: Królestwo Zielonej Polany. Powrót
- 1998: Pocahontas 2: Podróż do Nowego Świata
- 1998: Dr Dolittle – Lucky
- 1998: Stąd do ratuszowej wieży
- 1999: Mickey: Bajkowe święta – Kaczor Donald
- 1999: Toy Story 2 – Sierżant
- 1999: Gwiezdne wojny: część I – Mroczne widmo – Watto
- 1999: Johnny Tsunami – Dyrektor Pritchard
- 1999: Kraina elfów
- 2000: Król sokołów
- 2000: Dinozaur
- 2001: But Manitou – Abahachi
- 2001: Spirited Away: W krainie bogów – Zielony
- 2001: Atlantyda – Zaginiony ląd
- 2001: Tajemnica nawiedzonego zamku – Mefisto
- 2001: Potwory i spółka – Fąflak
- 2001: Shrek – pierwsza ślepa mysz; Teloniusz
- 2001: Dr Dolittle 2 – Lucky
- 2001: Panna Minoes – kocia agentka
- 2002: 8. Mila – Sol George
- 2002: Królewska broda
- 2002: Smocze wzgórze – Tristan
- 2002: Planeta skarbów
- 2002: Tristan i Izolda – Baron Ganelon
- 2002: Mali agenci 2: Wyspa marzeń
- 2002: Gwiezdne wojny: część II – Atak klonów –
  - Watto,
  - Owen Lars,
  - Droid #1,
  - Ask Aak
- 2002: Pinokio – Kot
- 2002: Barbie jako Roszpunka – Otto, strażnik #1
- 2002: Epoka lodowcowa – Zeke
- 2002: Dzika rodzinka – Nigel
- 2003: Małolaty u taty
- 2003: O krasnalach i wigilii – Bob
- 2003: Old School: Niezaliczona – opiekun zwierząt
- 2003: Zapłata
- 2003: Kot
- 2003: 101 dalmatyńczyków II. Londyńska przygoda
- 2003: Opowieść o Zbawicielu – święty Piotr
- 2003: Liga najgłupszych dżentelmenów
- 2003: Piotruś Pan –
  - piraci,
  - twardy hrabia,
  - wódz,
  - urzędnik
- 2003: Dobry piesek – Bob
- 2003: Gdzie jest Nemo? – Jacques
- 2003: El Cid – legenda o mężnym rycerzu
- 2003: Sindbad: Legenda siedmiu mórz – szczur
- 2003: Baśniowy świat 3 – Kaczor Donald
- 2004: Magiczny kamień – Galger
- 2004: Kroniki Riddicka: Mroczna furia – Galger
- 2004: Legenda telewizji
- 2004: 7 krasnoludków – historia prawdziwa – Czak
- 2004: Gwiezdne jaja: Część I – Zemsta świrów – Jim, szpieg sprzątający; Winnetou
- 2004: Baśniowy świat 5 – Kaczor Donald
- 2004: Baśniowy świat 6 – Kaczor Donald
- 2004: Przygody lisa Urwisa – Brichemer
- 2004: Ruchomy zamek Hauru – Calcifer
- 2004: Król lew 3: Hakuna matata – Stich; Donald; zwierzęta; Hiena Ed; krasnoludki; Widz
- 2004: Mickey, Donald, Goofy: Trzej muszkieterowie – Kaczor Donald
- 2004: Lucky Luke – Joe Dalton
- 2004: Rybki z ferajny – Lenny
- 2004: Shrek 2 – Reporter programu Knajci
- 2004: W 80 dni dookoła świata – Lau Xing aka Passepartout
- 2004: Mickey: Bardziej bajkowe święta – Kaczor Donald
- 2004: Garfield
- 2005: Barbie z Wróżkolandii – Troll
- 2005: Stuart Malutki 3: Trochę natury – Stuart
- 2005: Kurczak Mały – Mroczykuj Kolczyzad
- 2005: Tom i Jerry: Szybcy i kudłaci
- 2005: Czerwony Kapturek – prawdziwa historia – drwal Kirk
- 2005: Lilo i Stich 2: Mały feler Sticha – Stich
- 2005: Magiczna karuzela – Dylan
- 2005: Madagaskar – Król Julian
- 2005: Szeregowiec Dolot – Heniek
- 2005: Zebra z klasą – Kogut Mędrek
- 2005: Charlie i fabryka czekolady – Właściciel sklepu
- 2005: Oliver Twist
- 2006: Po rozum do mrówek
- 2006: Kryptonim: Klan na drzewie: Operacja: Z.E.R.O. −
  - Papcio,
  - Dziadek,
  - Pan Mors
- 2006: High School Musical
- 2006: Azur i Asmar – Azur
- 2006: Alex Rider: Misja Stormbreaker – Kruk
- 2006: Gdzie jest nowy rok? – Policjant
- 2006: Kacper: Szkoła postrachu – Smok; nauczyciel w-f
- 2006: Krowy na wypasie – Dug
- 2006: Magiczna kostka – Tristan
- 2006: Tom i Jerry: Piraci i kudłaci
- 2006: Scooby Doo!: Ahoj piraci!
- 2006: 7 krasnoludków: Las to za mało – historia jeszcze prawdziwsza – Kozak
- 2006: Artur i Minimki – Travel Agent
- 2006: Sposób na rekina – Bart
- 2006: Stefan Malutki – Pryszcz
- 2006: Happy Feet: Tupot małych stóp – Ramon
- 2006: Wpuszczony w kanał  – Rybka, Pomocnik Al Ropucha z zatkanym nosem
- 2006: Lampy Podłogowe i tajemnicza wyspa – Pato
- 2006: Pajęczyna Charlotty – krowa Elwyn
- 2006: Epoka lodowcowa 2: Odwilż – jeden z sępów
- 2006: Sezon na misia – Boguś
- 2006: Skok przez płot – kot Tiger
- 2006: Brzydkie kaczątko i ja – William
- 2006: Skatenini i Złote Wydmy – Strito
- 2006: Karol. Papież, który pozostał człowiekiem – Generał Wojciech Jaruzelski
- 2007: Don Chichot – Felanedo
- 2007: Na fali – jeżowiec
- 2007: Shrek Trzeci
- 2007: Lucky Luke na Dzikim Zachodzie – Piotr
- 2007: Billy i Mandy i zemsta Boogeymana – Fred Fredburger
- 2007: Tom i Jerry: Dziadek do orzechów
- 2007: Alvin i wiewiórki
- 2007: Pada Shrek – jedna z myszy, jedna ze świń
- 2007: Film o pszczołach – komar Mooseblood
- 2007: S.A.W. Szkolna Agencja Wywiadowcza – Lenny
- 2008: Asterix na olimpiadzie – Konowałus
- 2008: Piorun
- 2008: Kung Fu Panda: Sekrety Potężnej Piątki – małpa
- 2008: Straspeed Szalony świat – Przystojny Billy
- 2008: Disco robaczki – Gnojak
- 2008: Łowcy smoków – Gruby John
- 2008: Sezon na misia 2 – Boguś
- 2008: Madagaskar 2 – Król Julian
- 2008: Renifer Niko ratuje święta – Juliusz
- 2008: Kung Fu Panda – małpa
- 2008: Garfield: Festyn humoru – Stanislavski
- 2008: Wyprawa na Księżyc 3D – Poopchev
- 2008: Małpy w kosmosie – Morda
- 2008: Speed Racer
- 2009: Gooby
- 2009: Ed, Edd i Eddy: Wielkie kino
- 2009: Jednostka przygotowawcza – Donald
- 2009: Lucek i Luśka – strażnicy Teksasu – Manuel
- 2009: Potwory kontra Obcy: Dynie-mutanty z kosmosu – brakujące ogniwo
- 2009: Księżniczka i żaba
- 2009: Madagwiazdka – Król Julian
- 2009: Program ochrony księżniczek – Generał Magnus Kane
- 2009: Czarodzieje z Waverly Place: Film – Jerry Russo
- 2009: Załoga G – Blaster
- 2009: Planeta 51 – Skiff
- 2009: Hotel dla psów – Carl
- 2009: Potwory kontra Obcy – brakujące ogniwo
- 2010: Harriet szpieguje: Wojna blogów – Szef
- 2010: Święta, święta i Po – małpa
- 2010: Hutch Miodowe Serce
- 2010: Scooby-Doo: Klątwa potwora z głębin jeziora
- 2010: Safari 3D – Chino
- 2010: Shrek ma wielkie oczy – przestraszony człowiek
- 2010: Sezon na misia 3 – Boguś
- 2010: Karate Kid – pan Han
- 2010: Żółwik Sammy – Slim
- 2010: Jak ukraść księżyc – Vector
- 2010: Biała i Strzała podbijają kosmos – Lenek
- 2010: Psy i koty: Odwet Kitty
- 2010: Lego: Clutch Powers wkracza do akcji – Hogar Troll
- 2010: Nasza niania jest agentem – Bob
- 2010: Toy Story 3 – Sierżant
- 2010: Shrek Forever
- 2011: Titeuf – Hugo
- 2011: Benek rozrabiaka
- 2011: Roman barbarzyńca – Sędziwór
- 2011: Goryl Śnieżek w Barcelonie – Luc de Sac
- 2011: Fineasz i Ferb: Podróż w drugim wymiarze – Norm; Irving Du Bois
- 2011: Happy Feet: Tupot małych stóp 2 – Ramon
- 2011: Muppety – Gonzo/Waldorf/Miś Fozzie/Zwierzak
- 2011: Kung Fu Panda 2 – małpa
- 2011: Heca w zoo – małpa Donald
- 2011: Rango – Rockeye
- 2011: Jeż Jerzy – Asystent
- 2011: Gnomeo i Julia – Benny
- 2012: Pinokio – Alidoro
- 2012: Żółwik Sammy 2 – manager
- 2012: Renifer Niko ratuje brata – wiewiórka Juliusz
- 2012: Mambo, Lula i piraci – prezydent
- 2012: Ralph Demolka – zombie
- 2012: Big Time Movie – Gustavo
- 2012: Madagaskar 3 – Król Julian
- 2012: Na tropie Marsupilami – Hermoso
- 2012: Królewna Śnieżka – Grimm
- 2012: Niesamowity Spider-Man – doktor Ratha
- 2013: Rysiek Lwie Serce – Braulio
- 2013: Kumba – Bradley
- 2013: Turbo – Czet
- 2013: Rycerz Blaszka. Pogromca smoków – Koks
- 2013: Hobbit: Pustkowie Smauga – Alfrid
- 2013: Powrót czarodziejów: Alex kontra Alex – Jerry Russo
- 2013: Jack pogromca olbrzymów – Bandyta
- 2013: Kraina lodu – Cliff
- 2014: X-Men: Przeszłość, która nadejdzie – Bolivar Trask
- 2014: Transformers: Wiek zagłady – Brains
- 2014: Hobbit: Bitwa Pięciu Armii – Alfrid
- 2014: Siedmiu krasnoludków ratuje Śpiącą Królewnę – Chyży
- 2014: Pszczółka Maja. Film – Zenek[4]
- 2015: Pingwiny z Madagaskaru – Król Julian
- 2016: Trolle – Chmurzak
- 2017: Liga Sprawiedliwości – Cyborg
- 2017: Dziennik cwaniaczka: Droga przez mękę – Mac Digby
- 2017: Dzieciak rządzi – czarodziej Magu
- 2018: Grinch – Grinch
- 2021: Trolle 2 – Chmurzak

#### Seriale[b]
- 1956–1963: Popeye –
  - Popeye,
  - Tatko Popeye’a (odc. Trudne Tatko)
- 1958: Pies Huckleberry –
  - Rycerz z zamku,
  - Lew,
  - Pier
- 1958: Pixie, Dixie i Pan Jinks – Jinks
- 1960–1966: Flintstonowie
- 1961–1962: Kocia ferajna – Choo Choo
- 1962–1987: Jetsonowie
- 1968-1969: Odlotowe wyścigi – Muttley
- 1969–1971: Perypetie Penelopy Pitstop – Clyde
- 1969–1971: Dastardly i Muttley – Muttley
- 1971: Lew Lippy – Lippy
- 1972: Pinokio
- 1976: Scooby Doo
- 1976: Huckleberry Finn
- 1977–1980: Kapitan Grotman i Aniołkolatki
- 1976: Był sobie człowiek
- 1981–1983: Dookoła świata z Willym Foggiem –
  - Archeolog,
  - Strażnik,
  - Szeryf
- 1981–1983: D’Artagnan i trzej muszkieterowie
- 1983: Fraglesy – Wujek Matt z podróży
- 1983: Kaczor Donald przedstawia – Kaczor Donald
- 1983: Miki i Donald przedstawiają Goofy’ego sportowca – Donald
- 1984–1987: Łebski Harry – Spike
- 1984–1991: Mapeciątka – Gonzo
- 1984–1987: Tomek i przyjaciele – Ferdynand
- 1985: Guziczek
- 1987–1990: Kacze opowieści – Kaczor Donald
- 1988–1991: Szczeniak zwany Scooby Doo
- 1991–1997: Rupert –
  - Paylo,
  - Cyryl
- 1991–1992: Eerie, Indiana, czyli Dziwne Miasteczko – Tripp McConnell
- 1992: W 80 marzeń dookoła świata
- 1992: Świat królika Piotrusia i jego przyjaciół
- 1992–1997: X-Men –
  - Proteus / Kevin,
  - Warren Worthington III / Angel,
  - Warlock,
  - Ka-Zar
- 1992–1998: Bajki zza okna
- 1994: Superświnka – Harley Hoover
- 1994–1998: Spider-Man – Eddie Brock / Venom
- 1994–1995: Myszka Miki i przyjaciele – Kaczor Donald
- 1994–1998: Świat według Ludwiczka – Michael Grunevald (III seria)
- 1994–1995: Aladyn – chaos
- 1995–1998: Gęsia skórka
- 1995–1998: Timon i Pumba –
  - Rybak,
  - Guźcołak
- 1995–1998: Pinky i Mózg
- 1995–1996: Maska – Kablamis
- 1996–1997: Incredible Hulk – Tony Stark / Iron Man (odc. 4)
- 1996: Kosmiczne Biuro Śledcze – brat Miguela Borgeza
- 1996: Rodzina Pytalskich – Dziadek
- 1996: Kacza paczka – Kaczor Donald
- 1997: Niedźwiedź w dużym niebieskim domu – Trelek
- 1997: Wyspa Noego – Reg
- 1997–1999: Krowa i Kurczak – Czerwony
- 1997–1998: Dzielne żółwie: Następna mutacja – Shredder
- 1997–2004: Johnny Bravo
- 1997: Dynastia Miziołków
- 1997: Między nami bocianami
- 1998–2001: Dzika rodzinka – Nigel
- 1998–2004: Atomówki –
  - amebowiec Bad, złodziej diamentów (odc. Klejnot w pudełku),
  - lekarz Felera Lumpeksa (odc. Życie jest jak Zen)
- 1998: Eerie, Indiana: Inny wymiar
- 1998: Kotopies – królik
- 1998: Szalony Jack, pirat –
  - Angus Dagnabbit,
  - Królik,
  - Sędzia
- 1999: SpongeBob Kanciastoporty –
  - król Neptun (odc. 19b),
  - skalmar (odc. 28. − śpiew),
  - dusiciel
- 1999–2009: Ed, Edd i Eddy – Ed
- 1999: Smyki – Doodles
- 1999: Jam Łasica – Czerwony
- 1999: Mike, Lu i Og – Haggis
- 2000–2002: Owca w Wielkim Mieście – gadający Szwed
- 2000–2003: X-Men: Ewolucja – Todd
- 2000–2006: Hamtaro – wielkie przygody małych chomików – chomik Boss
- 2001–2004: Liga Sprawiedliwych – Rabuś; Burns; Travis Morgan
- 2001–2003: Aparatka
- 2001–2002: Titeuf – Hugo
- 2001: Café Myszka – Kaczor Donald, Hyzio, Dyzio, Zyzio, Mikro, Horacy
- 2001: Ekstremalne kaczory – Slax
- 2001: Wróżkowie chrzestni – Kumpel Marka Changa
- 2001–2002: Jak dwie krople wody – Manuelo
- 2001–2003: Strażnicy czasu – Nobel
- 2001–2004: Bliźniaki Cramp – Tony (I i II seria)
- 2001–2007: Mroczne przygody Billy’ego i Mandy –
  - Drakula,
  - Jeff Pająk,
  - facet ze skurczoną głową (odc. Czekoladowy marynarz),
  - jeden z tyłkozadopoliczkowców (odc. To nie trup, to moja maskotka),
  - konferansjer (odc. To nie trup, to moja maskotka),
  - Lionel Van Helsing (odc. Drakula musi umrzeć)
- 2002–2003: He-Man i władcy wszechświata
- 2002–2004: Pan Andersen opowiada – Kot Tom
- 2002–2005: Baśnie i bajki polskie
- 2002: Mistrzowie kaijudo
- 2002–2005: Co nowego u Scooby’ego? – Haze Fermentolini; przywódca czerwonych ludzi
- 2002–2008: Kryptonim: Klan na drzewie –
  - pan mors,
  - lodziarz #1 (L.O.D.Y.),
  - kierowca ciężarówki z pianinami (P.I.A.N.I.N.O.),
  - Gas (P.O.P., S.Z.E.Ś.Ć.),
  - Maurice – z Obywatelskiego Klubu Seniora (T.A.P.I.O.K.A.),
  - Serowy Shogun (S.H.O.G.U.N.),
  - pan czyścioch (H.O.T.-D.O.G.),
  - pan szef (U.T.O.P.I.A.),
  - zbijakowy czarodziej (Z.B.I.J.A.K.),
  - numer jedna miłość (U.R.L.O.P.),
  - numer VO5 (T.A.T.U.Ś.),
  - klaun chrzestny (K.L.A.U.N.I.),
  - Czarny John Lukrecja (L.U.K.R.E.C.J.A.),
  - król Spinacci (S.Z.P.I.N.A.K.),
  - jeden z kalmarów numeru 20000 (M.O.S.T.),
  - rysownik (Z.B.R.O.D.N.I.A. (2)),
  - pan małpka z Przytulnego Patrolu (P.L.A.N.E.T.A.),
  - Jebadajah (A.M.I.S.Z.),
  - numer 30C (N.A.U.K.A.),
  - agent z Francji (N.A.U.K.A.)
- 2003–2005: Radiostacja Roscoe – Mickey, komentator sportowy (odc. 11.)
- 2003–2005: Gwiezdne wojny: Wojny klonów – Żołnierz-klon
- 2003–2006: Lilo i Stich – Stich
- 2003: JoJo z cyrku – Goliat
- 2003–2004: Megas XLR – Gayven (odc. 12.)
- 2003–2004: Zakręceni gliniarze – Parker
- 2003–2004: Bracia Koala – Arek
- 2004–2006: Liga Sprawiedliwych bez granic – Travis Morgan (odc. 29.)
- 2004: Ziemniak – ostatnie starcie – Kat Ciarek
- 2004–2006: Świat Todda
- 2004: Transformerzy: Wojna o Energon – Inferno, Roadblock
- 2004: Pani Pająkowa i jej przyjaciele ze Słonecznej Doliny
- 2004: Super Robot Monkey Team Hyperforce Go! – Gibson
- 2004: Dom dla Zmyślonych Przyjaciół pani Foster – producent filmowy (odc. 23.)
- 2005: Miś Fantazy – Żuczek Wesołek; Kot
- 2005–2008: Awatar: Legenda Aanga – Koh
- 2005: Ufolągi −
  - stary Bitters (III seria),
  - Harold – ojciec Swanky’ego (III seria),
  - Bob – Wielki Zły Wojownik z Czarnej Dziury,
  - cukiernik,
  - Flip (III i IV seria),
  - dr Żonkil (III i IV seria),
  - król planety Granville’ów (odc. 43b.)
- 2005: Mój partner z sali gimnastycznej jest małpą −
  - Wielki Dobie Broadway Junior (odc. 30b),
  - gepard (odc. 36a.),
  - doktor Pawiański (odc. 39a.)
- 2005–2007: Podwójne życie Jagody Lee – Terry
- 2005–2008: Ben 10 –
  - fantom,
  - dzikie pnącze,
  - Zombozo (odc. 9.),
  - pomocnik Wielkiego Kleszcza (odc. 15.),
  - narrator (odc. 17.),
  - Slix Vigma (odc. 18.),
  - Ishiyama (odc. 32.),
  - ogniomiotacz (odc.34.),
  - Upchuck (odc. 39.)
- 2005: Transformerzy: Cybertron – Scourge, Evac, tata Cobiego
- 2005–2007: Amerykański smok Jake Long
- 2005–2008: Harcerz Lazlo – kucharz McMusli; Pierre; Zapachowy wróżek
- 2006: Wymiennicy –
  - Sheldon,
  - M.C. McC,
  - Tony Zeal
- 2006: Klub przyjaciół Myszki Miki – Kaczor Donald
- 2006: Złota Rączka – Francuz, Jacek (odc. 17b.)
- 2007: Zagroda według Otisa – Pip
- 2007: iCarly – Anioł (odc. 34.)
- 2007: Bakugan: Młodzi wojownicy – Drago
- 2007: Reggae Rabbits – Ciocia; Herman; Czarny; Bezdomny; Pomarańczowy królik; Bóg; Pani Kiełbasa; Pan Kiełbasa; Czaszka; Lord Vacek; Wirujący Holender
- 2007–2008: Magiczna karuzela – Dylan
- 2007: S.A.W. Szkolna Agencja Wywiadowcza – Lenny
- 2007: Fineasz i Ferb – Norm; Roger Dundersztyc; Irving Du Bois; Tata Django
- 2007: Inspektor Erektor – Narrator
- 2007: Czarodzieje z Waverly Place – Jerry Russo
- 2007: Miejskie szkodniki – Nigel
- 2007: Chop Socky Chooks: Kung Fu Kurczaki
- 2008: Batman: Odważni i bezwzględni – Mongal
- 2008: Stich! – Stich
- 2008: Dzieciak kontra Kot – Pan Ząbek
- 2008: Garfield – Garfield
- 2008: Niezwykłe przypadki Flapjacka – Lady Nadziana; Goły gruby człowiek
- 2008–2009: Troo – Karłowski; Mały; Łysy; Dozorca; Szufla; Dyrektor; Tata Troo; Ekolog; Ksiądz
- 2008: Pingwiny z Madagaskaru – król Julian
- 2009: Ja w kapeli – Burger
- 2009: Connor Heath: Szpieg stażysta – Paparazzi; Jorge
- 2009: Big Time Rush – Gustavo
- 2009: K-9 – Ahab
- 2009: Zafalowani – Świrus Lance
- 2010: Lego: Fabryka bohaterów – Rotor
- 2010–2013 Hip-Hip i Hurra – Paw, Koliber, Pan Miś, Małpa, Wiewiórka, Struś, Sęp, Koń Kary i inne głosy
- 2010: Transformers: Prime – Ratchet
- 2010: Kick Strach się bać – Kick Buttowski
- 2010: Pora na przygodę! – Królewna Grudkowego Kosmosu
- 2010: Brygada – Pan Fisher
- 2011: Leci królik – Bojler
- 2011: Kung Fu Panda: Legenda o niezwykłości – Małpa
- 2011: Generator Rex – Evo, Peter Mechuum, mężczyzna grający w karty (odc. 6)
- 2011: My Little Pony: Przyjaźń to magia – kelner
- 2012: Wodogrzmoty Małe – wujek Stan
- 2012: Zoobaboo – w każdym odcinku inna postać
- 2012: Crash i Bernstein – Pan Paulos
- 2015: Niech żyje król Julian – król Julian
- 2017: Odlotowe wyścigi – Muttley
- 2017: Pamiętnik Chrumasa – Chrumas
- 2018: Prawo Milo Murphy’ego – Irving Du Bois

#### Gry komputerowe
- 1997: Kapitan Pazur – Gabriel
- 1997: Worms 2 – Robale
- 1997: Atlantis – Seth
- 1999: The Longest Journey: Najdłuższa podróż – Kruk, Zack Lee, policjant z Grendel Avenue
- 2000: Baldur’s Gate II: Cienie Amn – Korgan
- 2000: Głupki z kosmosu – Dr Sakarin; Bud
- 2000: Sacrifice – Strącony; Gammel; Druid
- 2001: Fallout Tactics: Brotherhood of Steel – matka, Barman Joe, Roshambo, Simon Dudley
- 2001: Original War – Dennis Peterson
- 2001: Baldur’s Gate II: Tron Bhaala – Korgan
- 2001: Wiggles – Pustelnik; karzeł
- 2001: Icewind Dale: Serce zimy – Hjollder
- 2001: Głupki z kosmosu – Bud Budiovitch, Doktor Sakarin
- 2002: Warcraft III: Reign of Chaos – kapitan ludzi, król góry
- 2002: Robin Hood: Legenda Sherwood – poborca podatkowy
- 2002: Harry Potter i Komnata Tajemnic – Prawie Bezgłowy Nick, Filius Flitwick, Oliver Wood
- 2002: Gothic II – Milten, Pepe, Wambo, Rupert, Valentino, Hodges, Ulf, Dar, Niclas, Till
- 2002: Empire Earth: Sztuka Podboju – Rebeliant
- 2002: Modi i Nanna – Olaf; Gnomy; Pomocnik kowala
- 2003: Rayman 3: Hoodlum Havoc – André, Gumsi
- 2003: Świątynia pierwotnego zła – Kryształowe lustro
- 2003: Warcraft III: The Frozen Throne – Alchemik
- 2003: I.G.I.-2: Covert Strike – porucznik Phillip White
- 2003: Gothic II: Noc Kruka – Milten, Paul, Bill, Rademes
- 2003: Ghost Master – Prądzik, Ślepiak, Tępy Kastecik, Haniból Lektor, Burzoszpon, Ściemniak
- 2003: Chicago 1930 – Don Falcone
- 2003: Fenimore Fillmore: The Westerner – Misiek
- 2003: Batman: Sprawiedliwość ponad wszystko – Pingwin; Oswald C. Cobblepott; Przewodniczący; Salvador Janus
- 2003: Cold Zero: Ostatni Sprawiedliwy – John McAffrey
- 2003: Gdzie jest Nemo? – Jacques
- 2004: The Bard’s Tale: Opowieści barda – Gower
- 2004: Colin McRae Rally 04 – Pilot
- 2004: Iniemamocni – Mrożon
- 2005: Age of Empires III – Napoleon Bonaparte; Old Coot
- 2005: Stubbs the Zombie in Rebel Without a Pulse – policjanci
- 2005: Still Life – Gustav McPherson
- 2005: Tom Clancy’s Splinter Cell: Chaos Theory – Abrahim Zherkezhi
- 2005: Brothers in Arms: Road to Hill 30 – st. szer. Kevin „Legs” Leggett
- 2005: Parkan II – oficer patrolu
- 2005: Prince of Persia: Dwa trony – książę
- 2005: Codename: Panzers – Faza druga – Hans von Grobel; Jugosłowiańczyk
- 2005: Madagaskar – król Julian
- 2005: Iniemamocni: Podziemne starcie – Mrożon
- 2005: Agent Hugo – Cappuchio Palazzo, Grokul
- 2006: Heroes of Might and Magic V – Veyer; Erasial; Argoth
- 2006: Age of Empires III: The WarChiefs – Chayton Blak
- 2006: Dreamfall – Kruk
- 2006: Gothic 3 – Gelford, Dan, Ugo, Markus, Temmy, Charles, Russel, Tippler, Mitch, Hector, Asaru, Vatras, Merdarion, Knut
- 2006: Neverwinter Nights 2 – Bishop
- 2006: Test Drive Unlimited – Adresat; Autostopowicz; Policjant; Zleceniodawca
- 2006: Tom Clancy’s Splinter Cell: Double Agent – Jamie Washington
- 2006: Sezon na misia: Centrum zabawy – Boguś
- 2007: Wiedźmin – Magister, alchemik, gruby pijak, strażnik-kusznik, vodian, stary wieśniak, Herszt Salamandry, Yaren Bolt, Bandyta Salamandry, Duch Kolekcjonera Kości
- 2007: Assassin’s Creed – Tamir
- 2007: Sam & Max: Sezon 1 – Max
- 2007: Mass Effect – Morlan
- 2007: Heroes of Might and Magic V: Dzikie hordy – Khenghi
- 2007: Shrek Trzeci – Szkocki kapitan
- 2007: Age of Empires III: The Asian Dynasties – Generał Sakuma
- 2008: Buzz! Brain Bender – Prowadzący Buzz (wersja PSP)
- 2008: Buzz! Master Quiz – Prowadzący Buzz (wersja PSP)
- 2008: So Blonde: Blondynka w opałach – wódz voodoo, Elvis
- 2008: Fallout 3 – Stanislaus Braun
- 2008: Neverwinter Nights 2: Gniew Zehira – Nassirin; Feargus; Osi; Patrol Samargolu
- 2008: Quantum of Solace – White; Generał Medrano
- 2008: Madagaskar 2 – król Julian
- 2008: Mirror’s Edge – Scyzor
- 2008: Burnout: Paradise – DJ Atomica
- 2009: Uncharted 2: Among Thieves – Nathan Drake
- 2009: Dragon Age: Początek – Książę Bhelen, Kupiec w Lothering
- 2009: Buzz! Polskie łamigłówki – Buzz
- 2009: Killzone 2 – Scolar Visari
- 2009: Buzz! Świat quizów – Prowadzący Buzz (wersja PS3)
- 2009: Transformers: Zemsta upadłych – Grindor; Breakaway; Long Haul; Deceptikon
- 2009: NecroVisioN – Dowódca; Narrator czytający listy
- 2010: Mass Effect 2 – Grizz
- 2010: StarCraft II: Wings of Liberty – duch
- 2010: Dragon Age: Początek – Przebudzenie – Zagubiony; Pierwszy
- 2010: TV Superstars – komentator
- 2010: Tron: Evolution – Gibson
- 2010: Toy Story 3: The Video Game – sierżant
- 2010: Heavy Rain – kasjer w parku, kamerzysta
- 2010: Alicja w Krainie Czarów – Dyludyludi; Dyludyludam
- 2011: PlayStation Move Heroes – Sly Cooper
- 2011: LittleBigPlanet 2 – Dr Herbert Higginbotham
- 2011: Uncharted: Złota Otchłań – Nathan Drake
- 2011: 1812: Serce Zimy – Kuragin
- 2011: Auta 2 – Zygzak McQueen
- 2011: The Elder Scrolls V: Skyrim – przechodnie
- 2011: Ratchet & Clank: 4 za jednego – Dinkles
- 2011: Uncharted 3: Oszustwo Drake’a – Nathan Drake
- 2011: Battlefield 3 – Faruk Al-Bashir
- 2011: Brink – Żołnierz ochrony
- 2011: nieSławny: inFamous 2 – lodowiec, przechodzień
- 2011: Killzone 3 – Scolar Visari, Rico Velasquez
- 2011: Wiedźmin 2: Zabójcy królów – Yarpen Zigrin, Ciaran aep Easnillien
- 2012: Hitman: Rozgrzeszenie – Wade
- 2012: Epic Mickey 2: Siła Dwóch – szalony naukowiec
- 2012: PlayStation All-Stars Battle Royale – Nathan Drake; Sly Cooper; Buzz
- 2012: Diablo III – Izual; Paser Litton
- 2012: Risen 2: Dark Waters – Kostuch
- 2013: StarCraft II: Heart of the Swarm – Kraith
- 2013: Might & Magic: Heroes VI − Cienie mroku – Raelag; Mroczne Szepty
- 2013: God of War: Wstąpienie – więzień
- 2013: Sly Cooper: Złodzieje w czasie – Sly Cooper
- 2016: Uncharted 4: Kres Złodzieja – Nathan Drake
- 2016: Wiedźmin 3: Krew i wino  – hrabia Beledal
- 2017: Wiedza to potęga – prowadzący Max
- 2018: Wiedza to potęga: Dekady – prowadzący Max

### Reżyseria dubbingu
- 2002: Warcraft III: Reign of Chaos
- 2010: Disco robaczki
- 2010: Ryś i spółka, czyli zwierzaki kontratakują
- 2010: God of War: Duch Sparty
- 2010: Start the Party!
- 2010: SOCOM: Polskie Siły Specjalne
- 2011: Test Drive Unlimited 2
- 2011: Miś Yogi
- 2011: Delfin Plum
- 2011: Magiczna podróż do Afryki
- 2012: Dino mama
- 2012: Prawie jak gladiator
- 2014: Pan Peabody i Sherman
- 2014: Pingwiny z Madagaskaru
- 2015: Kapitan Szablozęby i skarb piratów
- 2015: Imperium robotów. Bunt człowieka
- 2015: Fantastyczna Czwórka
- 2016: Kung Fu Panda 3
- 2016: Jak zostać kotem
- 2016: Trolle
- 2017: Kapitan Majtas: Pierwszy wielki film
- 2018: Więzień labiryntu: Lek na śmierć

### Audiobooki
- 2008: Kocie historie
- 2009: Julka i Koty
- 2010: Kocie historie: nowe przygody
- 2011: CHERUB Rekrut
- 2012: CHERUB Kurier
- 2012: CHERUB Ucieczka
- 2012: Gra o Tron
- 2016: Mały świat
- 2017: Mały świat 2
- 2023: Ogniem i mieczem – Longinus Podbipięta[5]
- 2025: Gołąbek Ciaprotto i tajemnicza mikstura